# Doffe dubbeloogboktor
De doffe dubbeloogboktor (Tetropium fuscum) is een keversoort uit de familie van de boktorren (Cerambycidae). De wetenschappelijke naam van de soort werd voor het eerst geldig gepubliceerd in 1787 door Fabricius.